# Chris Connor
Chris Connor (Kansas City, 1927. november 8. – Toms River, 2009. augusztus 29.) amerikai dzsesszénekesnő.

## Pályafutása
Chris Connor a Missouri állambeli Kansas Cityben született. Édesapjával (aki műkedvelő hegedűs volt) a városban vendégszereplő big band koncertjeire járt. Connorra Anita O'Day fellépései voltak nagy hatással.
1945-ben Connor egy főiskolai zenekarban énekelt. 1950-ben New Yorkba költözött, és Claude Thornhill Snowflakes nevű zenekarában kezdett énekelni. Miután vendégszerepelt Jerry Wald zenekarában, az 1952/53-as szezonban Stan Kenton zenekarában énekelt.
1953 júliusától Connor szólista volt, és számos lemezt vettek föl vele (Atlantic Records). A Chris Connor Sings the George Gershwin Almanac Of Song (1957) című album is ebben az időben készült.
Az All About Ronnie című slágerrel vált híressé. Ekkoriban Ralph Burns, Ralph Sharon, Richard Wess, Jimmy Jones, Al Cohn, Don Sebesky és Maynard Ferguson együtteseiben énekelt.

## Albumok
- Sings Lullabys of Birdland (1954)
- Sings Lullabys for Lovers (1954)
- This Is Chris (1955)
- Chris  1956)
- Chris Connor (1956)
- He Loves Me, He Loves Me Not (1956)
- I Miss You So (1957)
- Chris Connor Sings the George Gershwin Almanac of Song (1957)
- Chris Craft (1958)
- A Jazz Date + Chris Connor (1958)
- Sings Ballads of the Sad Cafe (1959)
- Witchcraft (1959)
- Chris in Person (1959)
- A Portrait of Chris (1960)
- Two's Company + Maynard Ferguson (1961)
- Double Exposure + Maynard Ferguson (1961)
- Free Spirits (1962)
- At the Village Gate: Early Show/Late Show (1963)
- A Weekend in Paris (1964)
- Sings Gentle Bossa Nova (1965)
- Chris Conner Now! (1966)
- Sketches (Stanyan (1972)
- Sweet and Swinging (1978)
- Live (1983)
- Three Pearls + Ernestine Anderson, (1984)
- Love Being Here with You (1984)
- Classic (1987)
- New Again (1988)
- As Time Goes by (1991)
- The London Connection (1993)
- Haunted Heart (2001)
- I Walk with Music (2002)
- Everything I Love (2003)
- Chris Connor + Hank Jones Trio (1991)

## Filmek
- Chris Connor az IMDb-n